# Leonhard Albhart
Leonhard Albhart (* 21. April 1631 in Meißen; † 17. Juni 1674 ebenda) war ein deutscher Jurist und Baumeister.

## Leben
Er war der Sohn des ursprünglich aus Finsterwalde stammenden Juristen Melchior Albhardt. Leonhard Albhart promovierte 1657 zum Dr. jur. mit einer Dissertatio Juridica Inauguralis De Litis Contestatione. In seiner Heimatstadt war er daraufhin als Jurist, Syndikus und Baumeister tätig. Der spätere Jurist Caspar Albhard war sein jüngerer Bruder.
Die anlässlich seines Begräbnisses gehaltene Leichenpredigt erschien 1675 bei Christoph Günther in Meißen in Druck. Sie trägt den Titel Gottes trewe Krafft-Hand In der From[m]en Creutz-Stand/ Aus den Worten des 25. Psalms Verß. 16, 17. und 18. Wende dich zu mir und sey mir gnädig/ [et]c. : Bey [...] Leich-Bestattung Des [...] Leonhard Albharts/ Beider Rechte Doctoris und des hohen Stiffts zu Meissen gewesenes Syndici und Bawmeisters seel. Welcher den 17. Iunii dieses 1674sten Jahres [...] entschlaffen und den 22. desselben drauff/ dem Leibe nach/ auff dem Kirchhofe zu St. Afra in sein Ruhe-Kämmerlein zur Seiten seiner zwey lieben Döchterlein beygesetzet worden.